# 塚原佳代子
塚原 佳代子（つかはら かよこ、1988年9月2日 - ）は、日本の元女子バレーボール選手。チャレンジリーグ（V1リーグ）・PFUブルーキャッツに所属していた。

## 来歴
富山県高岡市出身。小学校の時には、ブラスバンド部でトロンボーンを吹いていた。小学校卒業時には180cmに達して、背の高さを生かしたいという気持ちから中学校1年生からバレーボールを始めた。中学校3年生の時に出場したJOCカップでは身長が190cmに達しており、飛びぬけた背の高さから注目を集めた。
高岡商業高校を経て2007年、チャレンジリーグのPFUに入団。2010年に引退した。

## 人物
- 以前は日本女子バレーボール歴代最長身であった。2023年にヴィクトリーナ姫路に加入した小林エンジェリーナ優姫によって更新された[2]。
- かつて「現役日本人スポーツ選手の中で最長身」であった元バスケットボール選手の菅谷徹はいとこに当たる。

## 所属チーム
- 牧野中
- 富山県立高岡商業高等学校
- PFUブルーキャッツ（2007-2010年）